# مصطفی کسروی
مصطفی کسروی (۱۳۰۲-۶ دی ۱۳۸۵) نوازنده فاگوت، رهبر ارکستر و آهنگساز ایرانی بود.
از آثار او، اورتور شوشتری (برای ارکستر سمفونیک)، «سرود درختکاری» و «گفتگو کن، جستجو کن»، برای آواز و ارکستر، با صدای مرضیه اجرا شده‌است.

## زندگی و تحصیل
کسروی در سال ۱۳۰۲ خورشیدی در تربت حیدریه متولد شد. در ۱۳۱۷ وارد هنرستان عالی موسیقی شد و فراگیری فاگوت را نزد یاروسلاو بیزا (استاد چک) آغاز کرد. بعدها در کنسرواتوار سانتاچچیلیا و کنسرواتوار دولتی اریگو بویتو در ایتالیا آموزش دید.

## فعالیت‌های هنری
وی در ایران به عنوان مدیر «دایره سرود و موسیقی مدارس»، استاد هنرستان، نوازنده ارکستر سمفونیک تهران، تدوین نظام تازه آموزش موسیقی کلاسیک و سرود فعال بود. وی همچنین رهبری ارکستر نکیسا در رادیو تهران را از ۱۳۴۵ تا ۱۳۵۳ در دست داشت. خسرو سلطانی از شاگردان اوست.
کسروی قبل از انقلاب به آمریکا مهاجرت کرد و سال‌ها نوازندگی فاگوت در ارکستر سمفونیک واتکام در بلینگهام را به عهده داشت.
او در دی ماه ۱۳۸۵ در مکه درگذشت.

## آثار
برخی از آثار کسروی عبارتند از: «اورتور شوشتری»، «تصویر گذشته» (برای آواز و ارکستر)، «خاطرات سفر» (برای ارکستر، روی تمی از حسینعلی ملاح،گل باغ آشنایی با اشعار فخرالدین عراقی و آواز محمدرضا شجریان(گل‌های تازه برنامه شماره 180) و قطعه داروگ نیز ساخته اوست که به اشتباه سال‌ها به محمد رضا لطفی نسبت داده شده‌است. که با مقایسه "داروگ" با "گل باغ آشنایی" به راحتی متوجه این موضوع خواهیم شد که این دو اثر هر دو از آثار مصطفی کسروی است.